# 독일어 형용사
독일어 형용사는 영어와 같이 명사 앞에 오며 첫 글자를 대문자로 쓰지 않는다. 그러나 프랑스어 혹은 다른 인도-유럽어처럼 독일어 형용사는 명사 앞에 올 때에 굴절된다. 즉 독일어 형용사는 명사구의 성, 수, 격에 따라 변하는 어미(ending)를 취한다. 다만 프랑스어의 형용사와 달리, 독일어 형용사는 서술적 형용사로 사용될 때에는 굴절되지 않는다.

## 형용사 변화
독일어 형용사는 여러 상황에 따라 다양한 어미들을 취한다. 특히 한정적으로 사용할 때. 즉 명사 앞에 와서 명사를 꾸밀 때 아래의 표와 같이 그때에 맞는 어미를 취해야 한다. 관사가 성, 수, 격에 관한 정보를 제공하지 않을 경우, 형용사가 성, 수, 격에 관한 정보를 제공해야 한다.
아래 표는 '남성, 중성, 여성, 복수' 순서대로, 다양한 굴절 격에 따라, 다양한 어미를 나열하고 있다. 예를 들어 "X e X e"는 "ein, eine, ein, eine"를 의미한다. 그리고 "m r m n"은 "gutem, guter, gutem, guten"를 의미한다.
| | 주격    | 대격    | 여격    | 속격    |
| --- | ------- | ------- | ------- | ------- |
| 강변화어미(Strong inflection ending) 무관사, 혹은 수 뒤에 옴                                                | r s e e | n s e e | m m r n | n n r r |
| 혼합변화어미(Mixed inflection ending) 부정관사 뒤 혹은 소유한정사 뒤에 옴                                   | r s e n | n s e n | n n n n | n n n n |
| 약변화어미(Weak inflection ending) 정관사 뒤에 옴                                                           | e e e n | n e e n | n n n n | n n n n |
| 부정관사(Indefinite article) / 소유한정사(possessive determiner) 어미 예) ein-, kein-, mein-, dein, ihr- 등 | X X e e | n X e e | m m r n | s s r r |
| 정관사(Definite article) 예) der, das, die, den 등                                                          | r s e e | n s e e | m m r n | s s r r |

### 예문
- 강굴절(Strong inflection)은 관사가 없기에

Guter Mann, gutes Kind, gute Frau und gute Menschen.
Good man, good child, good woman and good people.
좋은 남자(남성), 좋은 아이(중성), 좋은 여자(여성), 좋은 사람들(복수)
- 혼합굴절(Mixed inflected)은 부정관사 뒤에 오기 때문에

Er ist ein guter Mann, es ist ein gutes Kind, sie ist eine gute Frau und sie sind keine guten Menschen.
He is a good man, he/she is a good child, she is a good woman and they are not good people.
- 약굴절(Weak inflection)은 정관사 뒤에 오기 때문에

Der gute Mann, das gute Kind, die gute Frau und die guten Menschen.
The good man, the good child, the good woman and the good people.
- 무굴절(No inflection)은 명사 앞에 오지 않기 때문에

Der Mann ist gut, das Kind ist gut, die Frau ist gut und die Menschen sind gut.
The man is good, the child is good, the woman is good and the people are good.

### 격별 유형
복잡한 것 같지만 원리를 알면 합리적이다. 위의 표대로 '남성, 중성, 여성, 복수' 순서이다.

#### 주격

###### 강(r s e e)
기본적으로 한정형용사 뒤에 'e'를 붙인 후, 남성형과 중성형은 각각 'r'과 's'를 'e' 뒤에 추가적으로 붙인다. 여성형과 복수형은 기본형 'e'만 붙이는 것으로 끝낸다. 강굴절은 앞의 성수격을 표지할 관사류가 없기에, 한정형용사 어미로 성수격을 표기한다. 따라서 정관사 주격 어미와 같다.(der, das, die, die)

- 예) guter Mann, gutes Kind, gute Frau, gute Menschen

###### 혼(r s e n)
혼합굴절은 앞의 성수격을 표지할 부정관사나 소유한정사가 나오지만, 주격 남성형과 중성형은 부정관사 형태가 똑같기 때문에, 또한 주격 여성형과 복수형의 부정관사 형태가 똑같기 때문에, 한정형용사에 성수격을 표기할 필요가 있다.
- 예) ein guter Mann, ein gutes Kind, eine gute Frau, keine guten Menschen(부정관사 ein은 복수형이 없음)

###### 약(e e e n)
약굴절은 앞의 성수격을 표지할 정관사가 나오기에, 굳이 한정형용사에 성수격을 표기할 필요가 없다. 따라서 공통적으로 한정형으로 사용되었다는 의미의 'e'라는 어미를 추가하였다고 보면 된다. 단, 복수형도 마찬가지로 'e'만 써줄 경우, 여성형과 복수형이 똑같이 'die 형+e 명' 형태가 될 수 있다(특히 여성형 명사 가운데 단·복수형 모두 같을 경우 더 그렇게 보일 수 있다). 때문에 양자를 구분해 줄 필요가 있다. 복수형일 경우, 주격 복수형 명사에 붙이는 어미 'n'을 형용사에도 하나 더 표기해주었다고 생각하면 된다.

- 예) der gute Mann, das gute Kind, die gute Frau, die guten Menschen

#### 대격
주격과 비교하면, 강변화어미, 혼합변화어미, 약변화어미 세 유형 가운데 단수 남성 주격과 단수 남성 대격만 다를 뿐 나머지 중성, 여성, 복수의 강변화어미, 혼합변화어미, 약변화어미 주격과 대격은 같음을 알 수 있다. 만약 뒤에 오는 명사의 주격형과 대격형마저 같으면, 전체적으로 완전히 같은 형태가 된다.

###### 강(n s e e)
정관사 대격 어미와 같다.(den, das, die, die)

- 예) guten Mann, gutes Kind, gute Frau, gute Menschen(이때 Mensch 뒤의 -en은 복수 대격 어미)

###### 혼(n s e n)
- einen jungen Menschen(이때 Mensch 뒤의 -en은 단수 대격 어미), ein schönes Haus, eine junge Frau, eine jungen Menschen(이때 Mensch 뒤의 -en은 복수 대격 어미)

###### 약(n e e n)
- den jungen Menschen(이때 Mensch 뒤의 -en은 단수 대격 어미), das schöne Haus, die junge Frau, die jungen Menschen(이때 Mensch 뒤의 -en은 복수 대격 어미)

### 굴절 유형별

#### 강굴절
강굴절은 관사가 전혀 없거나, ein bisschen(약간 a little), etwas(일부 some), viel(많은 a lot of/much) 등 비굴절단어나 비굴절구 뒤에 명사가 올 경우에 사용된다. 또한 형용사 앞에 다른 정규 형용사(즉 비관사 형용사)만이 올 때에 사용된다. 특히 다음과 같은 상황에서 강굴절이 사용된다.
- 무관사
- 다음과 같은 것들이 수량을 의미할 때
  - etwas (some; somewhat), mehr (more)
  - wenig- (few), viel- (much; many), mehrer- (several; many), einig- (some)
  - 1보다 큰 수, 즉 어미가 없는 수, 숫자 앞에 정관사가 없는 경우[1]
  - 비굴절구 : ein paar (a couple of; a few), ein bisschen (a bit; a little bit)

강굴절 형용사 어미는 정관사 어미와 비슷하다. 다만, 남성 속격 단수와 중성 속격 단수에서는 형용사어미 "-en"을 사용하는 것은 다르다.
주석 : 남성 및 중성 속격 단수는 원래 "-es"였지만, 17세기에 이르러 약어미(weak ending) "-en"이 이를 대체하기 시작했고, 18세기 중엽에는 보편화되었다.)
|      | 남성  | 여성  | 중성  | 복수  |
| ---- | ----- | ----- | ----- | ----- |
| 주격 | neuer | neue  | neues | neue  |
| 대격 | neuen | neue  | neues | neue  |
| 여격 | neuem | neuer | neuem | neuen |
| 속격 | neuen | neuer | neuen | neuer |

#### 혼합굴절
혼합굴절(mixed inflection)은 형용사 앞에 부정관사(ein-, kein-) 혹은 소유한정사(possessive determiner)가 올 때 사용한다.
주석 : 우세한 견해에 의하면, 혼합굴절은 실제 굴절은 아니다. 사실 남성 주격 어미, 중성 주격 및 대격 어미가 없는 것에 대한 보상으로서 약간의 내용이 추가된 약굴절에 불과하다.
혼합굴절은 다음과 같은 것 뒤에 온다.
- 부정관사 ein-, kein-, eine, keine
- 소유한정사 "mein-", "dein-", "sein-", "ihr-" 등

주격 단수 어미와 대격 단수 어미는 강굴절에서 같다. 다른 형태는 "-en"으로 끝난다.
|      | 남성        | 여성        | 중성        | 복수         |
| ---- | ----------- | ----------- | ----------- | ------------ |
| 주격 | ein neuer   | eine neue   | ein neues   | meine neuen  |
| 대격 | einen neuen | eine neue   | ein neues   | meine neuen  |
| 여격 | einem neuen | einer neuen | einem neuen | meinen neuen |
| 속격 | eines neuen | einer neuen | eines neuen | meiner neuen |

#### 약굴절
약굴절(weak inflection)은 정명사(definite word)가 제자리에 있을 때 사용된다(der [die, das, des, den, dem], jed-, jen-, manch-, dies-, solch-, welch-). 정명사는 필요한 정보 대부분을 제공하기에, 형용사어미는 더욱 단순하다.
어미는 모든 비교급(원급, 비교급, 최상급)에 적용된다.
약굴절은 다음의 것들 다음에 사용된다.
- 정관사(der, die, das 등)
- derselb- (the same), derjenig- (the one)
- dies- (this), jen- (that), jeglich- (any), jed- (every) : 이들은 정관사들과 비슷하게 굴절한다.
- manch- (some), solch- (such), welch- (which) : 이들은 정관사들과 비슷하게 굴절한다.
- beide (both)

주격과 대격의 어미 5개는 '-e'로 끝난다. 다른 것은 '-en'으로 끝난다.
|      | 남성      | 여성      | 중성      | 복수      |
| ---- | --------- | --------- | --------- | --------- |
| 주격 | der neue  | die neue  | das neue  | die neuen |
| 대격 | den neuen | die neue  | das neue  | die neuen |
| 여격 | dem neuen | der neuen | dem neuen | den neuen |
| 속격 | des neuen | der neuen | des neuen | der neuen |

#### 무굴절
몇몇 수량 단어는 (항상) 굴절하지는 않는다.
- nichts, wenig, etwas, viel, genug

"wenig"와 "viel"은 복수형에 놓일 수 있으며, 복수형에는 일반적으로 어미를 취한다. viele/wenige Kinder

#### 요점
남성과 중성, 여성과 복수일 때의 어미가 대체로 같다는 점이 초심자들을 헷갈리게 한다. 따라서 이를 구분하는 것이 중요하다. 다음의 사항들을 인지하는 것이 중요할 것이다.
1. 강변화어미는 형용사어미가 정관사 어미라는 점(남·중 속격이 –es에서 –en인 것 제외)
2. 약변화어미는 앞에 정관사가 나오므로 그에 따라 구분 가능
3. 혼합변화어미는 남성단수·중성단수·중성복수가 같아서 구분해줘야 함
- 혼합변화어미 주격 남·중은 한정사어미 r-s 대립
- 혼합변화어미 주격 여·복은 한정사어미 e-n 대립

| 수       | 주격   | 주격    | 주격    | 주격      | 대격      | 대격    | 대격    | 대격      | 여격       | 여격      | 여격      | 여격       | 속격      | 속격      | 속격      | 속격       |
| 단복성   | 남     | 중      | 여      | 복        | 남        | 중      | 여      | 복        | 남         | 중        | 여        | 복         | 남        | 중        | 여        | 복         |
| -------- | ------ | ------- | ------- | --------- | --------- | ------- | ------- | --------- | ---------- | --------- | --------- | ---------- | --------- | --------- | --------- | ---------- |
| 혼합변화 | ein -r | ein -es | eine -e | keine -en | einen -en | ein -es | eine -e | keine -en | ein em -en | einem –en | einer –en | keinen -en | eines -en | eines -en | einer -en | keiner -en |

정관사별로 살펴보면 원리는 이해하기 더 쉽다. 우선 강변화어미는 남성과 중성 속격만 제외하고는 모두 정관사 어미와 같다고 말한 바 있다.
그랬을 때 약변화어미는 원칙상 주격•대격은 -e, 여격•속격은 -n + 예외 3가지이라고 보면 된다. 다만 예외적으로 der가 붙는 단수 남성 주격과 단수 여성 여격속격, 복수 속격을 구분해 주고자, 남성 주격은 der -en이 된다. 마찬가지로 die가 붙는 여성 주격•대격, 복수 주격•대격을 구분해 주고자 여성 주격•대격은 die -e, 복수 주격•대격은 die -en이 되는 것이다. 더 예외인 것은, 단수 남성 대격 den과 복수 여격 den은 구분없이 모두 den -en 인데, 여기에는 명사 부분으로 구분되기 때문인 것으로 보인다. 즉 남성 여성 명사 모두 복수 여격은 반드시 '-en'으로 끝나는 반면, 단수 남성 대셕은 대부분 원형이기 때문이다.(단 n명사 남성형은 -en으로 끝남에 주의)
- der
  - der -en ~ : 남성 주격
  - der -e ~ : 여성 여격•속격, 복수 속격

- die
  - die -e ~ : 여성 주격•대격
  - die -en ~ : 복수 주격•대격

- den
  - den -en ~ : 남성 대격
  - den -en ~en : 복수 여격

혼합변화어미는 일부 약변화어미 + 남성 주격과 중성 주격•대격을 구분하는 예외 원칙 추가되었다고 보면 된다. 남성 주격과 중성 주격•대격 부정관사, 소유한정사 등등이 모두 -ein이기 때문이다. 따라서 einer는 여성 속격•여격과 복수 속격만 해당한다.
- -ein
  - -ein -er ~ : 남성 주격
  - -ein -es ~ : 중성 주격•대격

- -eine
  - -eine -e ~ : 여성 주격•대격
  - -eine -en ~ : 복수 주격•대격

- -einen
  - -einen -en ~ : 남성 대격
  - -einen -en ~en : 복수 여격

## 형용사 비교형

### 원급
형용사 기본형이 원급형(positive)이다. 형용사 어간에 어미를 붙인다.
- schön (기본 원급 형태)
- das schöne Lied ("the beautiful song") : 정관사 das가 앞에 왔고 중성명사 Lied가 뒤에 왔으므로, 형용사 원형에 약굴절 중성 단수 주격 한정형용사 어미 '-e'를 붙인다.

### 비교급
비교급(comparative) 형태는 형용사 어간(stem)에 접미사 '-er'을 붙인다. 굴절되면 해당 형용사어미가 붙는다.
- schön - schöner (기본 비교급 형태)
- das schönere Lied("the more beautiful song") : 정관사 das가 앞에 왔고 중성명사 Lied가 뒤에 왔으므로, 비교급 형용사어미 '-er'에 약굴절 중성 단수 주격 한정형용사 어미 '-e'를 붙인다.

### 최상급
최상급(superlative) 서술형(predicate form)은 전치사구(prepositional phrase)이다. 접미사 '-st'와 형용사어미(adjective ending) '-en'을 어근(root)에 붙이며 단어 'am'은 그 앞에 붙인다.
- schön(beautiful, 아름다운) - am schönsten (the most beautiful, 가장 아름다운)
- Ich finde dieses Haus am schönsten.(I find this house (to be) the most beautiful. 나는 이 집이 가장 아름답다고 본다.)

최상급 한정형(attributive form)은 'st'를 비교급 어근에 붙이고 관습적인 형용사 어미를 붙인다.
- das schönste Lied("the beautiful song") : 정관사 das가 앞에 왔고 중성명사 Lied가 뒤에 왔으므로, 최상급 형용사어미 '-st'에 약굴절 중성 단수 주격 한정형용사 어미 '-e'를 붙인다.

이 형태는 적절한 형용사 어미와 함께 술부 위치에 놓일 수 있다.
- Dieses Haus ist das schönste. ("This house is the most beautiful.")(이 집은 가장 아름답다.)

## 같이 보기
- V1 어순
- 겸자구조
- 독일어
- 독일어 관사
- 독일어 대명사
- 독일어 동사
- 독일어 동사활용
- 독일어 명사
- 독일어 명사화
- 독일어 문법
- 독일어 문장 구조
- 독일어 문장 유형
- 독일어 발음
- 독일어 병렬 생략
- 독일어 부사구
- 독일어 불변화사 목록(1996년 정서법 개정안)
- 독일어 양태불변화사
- 독일어 접두사동사 및 불변화사동사
- 독일어 접속법
- 독일어 정서법
- 독일어 주어 내부 생략
- 독일어 태
- 독일어 형용사
- 독일어 환치사